# Jānis Reirs
Jānis Reirs (Riga, 23 de setembre de 1961) és un polític i empresari letó, membre del partit Unitat, és Ministre de Finances de Letònia des de novembre de 2014, en representació del partit d'Unitat. Va ser diputat durant les legislatures VIII, IX, X, XI i XII del Saeima.